# Лавондис: подорож до невідомого краю
«Лавондисс: Подорож в невідомий край» (англ. Lavondyss: Journey to an Unknown Region) — роман в жанрі фентезі, написаний Робертом Голдстоком і опублікований в Англії в 1988 році. Це 2-й роман із серії Ліс Міфаго.
Назва роману натякає як на реальні, так і на міфологічні місця: Левиця, Авалон і Дис (ім'я пекла в Божественної комедії); в романі так називається крижане серце Райхоупского лісу.
«Лавондісс» є продовженням роману «Ліс Міфаго», і ньому діють деякі персонажі з першого роману. Більш того, події, що відбулися в «Лісі Міфаго», є основною причиною колізії в «Лавондиссі». Роман перекладений на безліч мов, в тому числі французькою, німецькою, польською, фінською, словацькою, а також італійською і іспанською мовою.
Він отримав премію Британської асоціації наукової фантастики за 1989 р

## Сюжет
Головною героїнею роману є Талліс Кітон, молодша сестра Гаррі Кітона (з «Лісу Міфаго»). Ще підлітком вона зустрічає композитора Ральфа Воан-Вільямса (не міфаго, але справжню людину) і співає йому пісню, яку придумала сама. Однак композитор відразу розуміє, що це народна пісня, яку він сам записав багато років тому, в Норфолку. Засмучена Талліс проте розповідає йому історії, натхненні лісом. До своїх 13-ти років вона вже встигла перейнятися духом лісу і зробити десять хтонических масок, кожна з яких представляє десять легенд Райхоупского лісу. У контексті роману ці маски є талісманами, що дозволяють її підсвідомості зв'язатися з персонажами і ландшафтами, що утворюються в лісі. Правильно використані, маски дозволяють Талліс бачити духів і елементалей, а також створювати «порожні шляху» — дороги через простір і час, завдяки яким можна потрапити в місця, що знаходяться на відстані днів, тижнів або навіть місяців ходьби пішки. Талліс вирізала ці маски в наступному порядку:
1. Пустотніца — зроблена з в'яза, жіноча маска, пофарбована в біле і червоне.
2. Габерлунгі — зроблена з дуба, пофарбована в біле; інше ім'я — «пам'ять землі».
3. Скоген — зроблена з ліщини, пофарбована в зелене; інше ім'я — «тінь лісу».
4. Скарга — зроблена з кори верби, пофарбована в сіре.
5. Соколіца — перша з трьох масок мандрів, має вигляд сокола; інше ім'я — «птах летить в невідомий край».
6. Серебрянка — друга з трьох масок мандрів, прикрашена кольоровими колами; інше ім'я — «лосось пливе по річці в невідомий край». Серебрянка — також ім'я розповіді, включеного в «Ліс Мерліна».
7. Кюнхавал — третя з трьох масок мандрів, зроблена з бузини; інше ім'я — «мисливська собака біжить лісовими стежками в невідомий край».
8. Місячний Сон — зроблена з бука, прикрашена місячними символами; інше ім'я — «побачити жінку в землі». Маска відіграє визначну роль в романі Холдсток «Порожній Шлях».
9. Сінісало — зроблена з ільма, пофарбована в білий і блакитний; інше ім'я — «побачити дитину в землі».
10. Морндун — маска мертва зовні, але жива всередині; інше ім'я — «перша подорож примари в невідомий край».

Ще до того, як потрапити в ліс, Талліс створює порожній шлях і бачить Скатаха, юного воїна, пораненого на полі бою і вмираючого під деревом. Талліс хоче допомогти Скатаху, але, неправильно використавши магію, викликає зміни в подіях, які вирішальним чином впливають на її долю і долю Гаррі Кітона.
Глибоко в лісі Талліс зустрічається з Едвардом Вінн-Джонсом (людиною, що не міфаго), яке згадується в Лісі Міфаго. Він став шаманом в невеликому селі стародавнього народу. Завдяки йому, Талліс починає краще розуміти зв'язок між собою і навколишньою природою, і, більш важливо, він підсказує їй, як знайти зниклого брата.

## Персонажі-люди
- Едвард Кістки: Стара людина, що працює садівником на фермі Кітон і живе в сусідньому котеджі; добре знає Райхоупской ліс.
- Гаррі Кітон: Колишній військовий льотчик, чия доля залишається невідомою в кінцівці Ліси Міфаго.
- Джеймс Кітон: Батько Талліс і Гаррі. Відіграє визначну роль в романі Порожній Шлях, продовження Лавондісса.
- Маргарет Кітон: Мати Талліс і дружина Джеймса Кітона.
- Талліс Кітон: Зведена сестра Гаррі, головна героїня роману. Талліс не по роках розвинена і має вроджені здібності шамана. Вона народилася в 1944 р і її назвали по імені Уельського барда Талиесина.
- Ральф Воан-Вільямс: композитор, один Талліс.

## Персонажі-міфаго
- Зламаний Хлопець: Великий олень, місцева легенда. Зламаний Хлопець завжди кульгає, тому що був поранений стрілою.
- Схилах: Молодший з трьох братів. Його старші брати: Мордред і Артур. Закохується в Талліс і вона втручається в його міфологічну роль.
- Тіг: Хлопчик, потім юнак. З'являється ще в Лісі Міфаго (мигцем) і відіграє більш значну роль в Лавондіссе. Крім того він з'являється також в оповіданні Земля і Камінь, вперше опублікованому в Лісі Кістки.